# Shireen Hassim
Shireen Hassim est une politologue, historienne et chercheuse sud-africaine en études de genre et en études africaines.

## Biographie
Hassim est titulaire d'un doctorat de l'Université York à Toronto.
En 2019, il  est nommée titulaire de la chaire de recherche Canada 150, ce qui lui vaut un poste de 7 ans à l'Institut d'études africaines de l'Université Carleton à Ottawa. Elle devient ainsi l'une des deux professeures à occuper un poste à part entière dans cet institut principalement interdisciplinaire.
Entre 2017 et 2018, elle est professeur invité distingué Matina S. Horner au Radcliffe Institute for Advanced Study de l'Université Harvard.

## Œuvres
En 2006, Hassim publie l'ouvrage Women's organizations and democracy in South Africa: Contesting authority, au sein duquel elle utilise des recherches d'archives, des entretiens et des études d'observation pour analyser le rôle des femmes dans les mouvements de libération sud-africains des années 1980 et 1990.
Hassim se concentre particulièrement sur la tension entre les idéologies du féminisme et du nationalisme comme facteurs de motivation du mouvement des femmes au cours des dernières années de l'apartheid et des premières années de la gouvernance démocratique. 
Elle intègre des études féministes d'Afrique, d'Amérique latine, d'Europe et des États-Unis pour démontrer que les organisations de femmes qu'elle étudie ne sont pas uniquement féministes ou nationalistes, mais les deux à la fois.
Elle s'appuie  sur les travaux de Maxine Molyneux pour étudier l'autonomie des mouvements de femmes dans l'activisme de libération sud-africain, et en particulier pour comprendre le potentiel de l'activisme des femmes à être coopté par l'une des autres idéologies qu'elle a suivies ou dont elle a utilisé la rhétorique. 
Hassim co-édite de nombreux ouvrages en collaboration avec différents auteurs. Ces ouvrages sont notamment :  No Shortcuts to Power: African Women in Politics and Policy Making (2003) édité avec Anne Marie Goetz, et   Go Home Or Die Here: Violence, Xenophobia and the Reinvention of Difference in South Africa (2008) édité avec Eric Worby et Tawana Kupe,.
À Radcliffe, elle travaille sur Fatima Meer: Voices of liberation, qu'elle publie en 2019. Fatima Meer: Voices of liberation est inclus dans la longue liste des Humanities Awards 2020 du Mail & Guardian parmi les meilleures monographies de non-fiction.

## Reconnaissances
En 2007, l'ouvrage Women's organizations and democracy in South Africa remporte le prix Victoria Schuck de l'American Political Science Association,  un prix annuel décerné à l'auteur du meilleur livre publié l'année précédente sur le thème des femmes et de la politique.
Le travail de Hassim est cité divers médias tels que The Mail & Guardian, Independent Online, The Times, DW News, France 24 et dans des publications du Carnegie Endowment for International Peace. Hassim est membre du comité directeur du Women's Living History Monument en Afrique du Sud, un projet visant à développer le premier musée de l'histoire des femmes en Afrique.

## Récompenses et distinctions
- Prix Victoria Schuck, Association américaine de science politique (2007) [13]
- Chaire de recherche Canada 150 à l'Université Carleton (2019) [2]